# Championnat de Belgique masculin de handball 1996-1997
Navigation
Division 1 1995-1996 Division 1 1997-1998
La saison 1995-1996 du Championnat de Belgique masculin de handball est la 39e édition de la plus haute division de handball en Belgique. La première phase du championnat la phase classique, est suivie des Play-offs pour les quatre premières équipes.
Cette édition est remportée pour la cinquième saison consécutive par l'Initia HC Hasselt qui remporte son huitième titre. L'Initia termine devant le Sporting Neerpelt. Le HC Herstal-Liège, troisième, complète le podium. L'Union beynoise termine quant à lui à la quatrième place des play-offs alors qu'il avait terminé en tête lors de la phase classique.
Dans le bas du classement, le HC Kiewit et le KV Sasja HC Hoboken sont tous deux relégués et seront remplacé la saison suivante par la JS Athénée de Montegnée et le HK Waasmunster.

## Participants
| Club                | Classement 1994-1995 | Matricule | Localisation  | Entraîneur                          | Salle | Capacité |
| ------------------- | -------------------- | --------- | ------------- | ----------------------------------- | ----- | -------- |
| Initia HC Hasselt   | 1er                  | 142       | Hasselt       | Jos Schouterden                     | ?     | ?        |
| HC Herstal-Liège    | 2e                   | 58        | Herstal/Liège | Ion Pescasu Jezdimir Stanković (hr) | ?     | ?        |
| Union beynoise      | 4e                   | 3         | Beyne-Heusay  | Pretrag Dosen                       | ?     | ?        |
| Sporting Neerpelt   | 4e                   | 112       | Neerpelt      | ?                                   | ?     | ?        |
| Olse Merksem HC     | 5e                   | 58        | Anvers        | ?                                   | ?     | ?        |
| KTSV Eupen 1889     | 6e                   | 5         | Anvers        | ?                                   | ?     | ?        |
| KV Sasja HC Hoboken | 7e                   | 41        | Anvers        | Alex Jacobs                         | ?     | ?        |
| HK Tongeren         | 8e                   | 143       | Tongres       | ?                                   | ?     | ?        |
| Ajax Lebbeke        | 9e                   | 43        | Anvers        | ?                                   | ?     | ?        |
| HC Kiewit           | 10e                  | 191       | Hasselt       | ?                                   | ?     | ?        |
| HC Eynatten         | 1er (D2)             | 156       | Raeren        | ?                                   | ?     | ?        |
| HC DB Gent          | 2e (D2)              | 182       | Gand          | ?                                   | ?     | ?        |

### Localisation
| \| Ajax Lebbeke Initia Hasselt U.Beynoise Olse Merksem HC KV Sasja HC Sporting Neerpelt Herstal-Liège KTSV Eupen HK Tongeren HC Kiewit Eynatten Gent \| Localisation des clubs engagés dans le championnat |
| Ajax Lebbeke Initia Hasselt U.Beynoise Olse Merksem HC KV Sasja HC Sporting Neerpelt Herstal-Liège KTSV Eupen HK Tongeren HC Kiewit Eynatten Gent                                                          |

Nombre d'équipes par Province
| # | Province                        | Nombre | Équipe(s)                                                      |
| - | ------------------------------- | ------ | -------------------------------------------------------------- |
| 1 | Province de Limbourg            | 4      | Initia HC Hasselt, Sporting Neerpelt, HC Kiewit, HK Tongeren   |
| 1 | Province de Liège               | 4      | Union beynoise, HC Herstal-Liège, KTSV Eupen 1889, HC Eynatten |
| 2 | Province d'Anvers               | 2      | KV Sasja HC Hoboken, Olse Merksem HC                           |
| 2 | Province de Flandre-Orientale   | 2      | Ajax Lebbeke, HC DB Gent                                       |
| 3 | Province de Flandre-Occidentale | 1      | Apolloon Kortrijk                                              |

## Compétition

### Organisation du championnat
La saison régulière est disputée par 12 équipes jouant chacune l'une contre l'autre à deux reprises selon le principe des phases aller et retour. Une victoire rapporte 2 points, une égalité, 1 point et une défaite 0 point.
Après la saison régulière, les 4 équipes les mieux classées s'engagent dans la phase finale. Une phase qui débute par les demi-finales. C'est-à-dire que le premier de la phase régulière affronte le quatrième alors que le deuxième affronte le troisième en confrontation aller-retour. Ensuite les deux équipes qualifiées jouent le titre de champion. Elles se rencontrent cette fois selon le principe du meilleur des trois manches qui débute également chez le moins bien classé de la phase régulière. Quant aux deux autres équipes, elles s'engagent dans la finale pour la troisième place.
Les 8 dernières équipes de la phase régulière, ne s'engage pas dans des play-downs. Ce qui fait que les deux dernières équipes sont reléguées en division 2.

### Saison régulière

#### Classement
|    | Équipe                | Pts | J  | G  | N | P  | Bp  | Bc  | Diff |
| -- | --------------------- | --- | -- | -- | - | -- | --- | --- | ---- |
| 1  | Union beynoise        | 40  | 22 | 20 | 0 | 2  | 553 | 423 | 130  |
| 2  | HC Herstal-Liège      | 37  | 22 | 18 | 1 | 3  | 548 | 426 | 122  |
| 3  | Initia HC Hasselt (T) | 35  | 22 | 16 | 3 | 3  | 507 | 395 | 112  |
| 4  | Sporting Neerpelt (C) | 32  | 22 | 15 | 2 | 5  | 615 | 504 | 111  |
| 5  | Olse Merksem HC       | 19  | 22 | 9  | 1 | 12 | 458 | 467 | -9   |
| 6  | HK Tongeren           | 19  | 22 | 9  | 1 | 12 | 501 | 536 | -35  |
| 7  | KTSV Eupen 1889       | 19  | 22 | 8  | 3 | 11 | 514 | 537 | -23  |
| 8  | Ajax Lebbeke          | 16  | 22 | 8  | 0 | 14 | 456 | 487 | -31  |
| 9  | HC Eynatten           | 16  | 22 | 7  | 2 | 13 | 490 | 512 | -22  |
| 10 | KV Sasja HC Hoboken   | 16  | 22 | 7  | 2 | 13 | 452 | 533 | -81  |
| 11 | HC Kiewit             | 15  | 22 | 6  | 3 | 13 | 498 | 528 | -30  |
| 12 | HC DB Gent            | 0   | 22 | 0  | 0 | 22 | 382 | 627 | -245 |

|                 | Qualification pour les Play-Offs  |
|                 | Relégation                        |
| (T)             | Tenant du titre                   |
| en augmentation | Promu de 1996                     |
| (C)             | Vainqueur de la Coupe de Belgique |

#### Matchs
| Résultats (dom.\ext.)                                      | SNE   | HCK   | HER   | IHA   | KVS   | OME   | UBE   | HCE   | EUP   | AJA   | GEN   | HCET  |
| Sporting Neerpelt                                          |       | 25-22 | 21-22 | 21-21 | 34-18 | 31-21 | 23-25 | 36-27 | 29-21 | 25-19 | 40-17 | 30-26 |
| HC Kiewit                                                  | 29-38 |       | 19-28 | 20-22 | 20-21 | 24-23 | 21-22 | 24-24 | 25-25 | 26-22 | 31-18 | 22-24 |
| HC Herstal                                                 | 23-23 | 24-23 |       | 19-15 | 35-19 | 23-18 | 19-22 | 32-21 | 24-20 | 26-11 | 34-15 | 26-19 |
| Initia HC Hasselt                                          | 23-19 | 30-13 | 25-16 |       | 30-17 | 21-16 | 17-14 | 24-22 | 19-19 | 30-19 | 24-13 | 26-19 |
| KV Sasja HC Hoboken                                        | 25-32 | 23-23 | 20-21 | 13-24 |       | 21-18 | 18-25 | 21-18 | 25-27 | 22-20 | 23-21 | 22-18 |
| Olse Merksem HC                                            | 20-23 | 22-17 | 22-27 | 23-23 | 22-16 |       | 15-22 | 19-23 | 25-20 | 16-18 | 30-13 | 26-21 |
| Union Beynoise                                             | 24-15 | 26-19 | 17-15 | 23-19 | 29-22 | 27-16 |       | 26-24 | 28-23 | 31-14 | 34-13 | 28-21 |
| HC Eynatten                                                | 35-28 | 20-21 | 16-25 | 15-19 | 22-18 | 17-20 | 27-21 |       | 18-21 | 22-20 | 29-18 | 21-23 |
| KTSV Eupen 1889                                            | 23-33 | 25-24 | 25-31 | 20-25 | 26-26 | 18-20 | 25-27 | 23-20 |       | 25-23 | 30-23 | 25-20 |
| Ajax Lebbeke                                               | 16-22 | 26-22 | 19-23 | 18-20 | 27-22 | 22-23 | 14-24 | 26-17 | 24-23 |       | 25-10 | 25-17 |
| HC DB Gent                                                 | 22-39 | 18-22 | 12-29 | 13-30 | 17-18 | 15-21 | 20-21 | 20-25 | 24-28 | 20-26 |       | 22-30 |
| HCE Tongeren                                               | 25-28 | 19-31 | 21-24 | 23-17 | 24-21 | 25-22 | 23-29 | 27-27 | 24-22 | 23-19 | 29-21 |       |
| - Victoire à domicile - Match nul - Victoire à l'extérieur |       |       |       |       |       |       |       |       |       |       |       |       |

### Phase finale

#### Demi-finale
| 8 mai 1997 | Union beynoise | 27-27 | Sporting Neerpelt | Beyne-Heusay, Hall Omnisports Edmond Rigo |

| 14 avril 1999 | Sporting Neerpelt | 20-20 | Union beynoise | Neerpelt, Sportcentrum Dommelhof |

Le Sporting Neerpelt est qualifié pour la finale aux dépens de l'Union Beynoise selon la règle du nombre de buts marqués à l'extérieur (27 contre 20).
| 10/11 avril 1997 | HC Herstal-Liège | 20-22 | Initia HC Hasselt | Liège, Hall Omnisports de Bressoux |

| 10/11 avril 1997 | Initia HC Hasselt | 20-13 | HC Herstal-Liège | Neerpelt, Sporthal Alverberg |

L'Initia HC Hasselt est qualifié pour la finale aux dépens du HC Herstal-Liège grâce à un total de 42 buts contre 33.

#### Match pour la troisième place
| 14 mai 1997 | Union beynoise | 24-25 (ap) | HC Herstal-Liège | Beyne-Heusay, Hall Omnisports Edmond Rigo |

| 17 mai 1997 20h15 | HC Herstal-Liège | 29-24 | Union beynoise | Liège, Hall Omnisports de Bressoux |

Vainqueur 2 à 0, le HC Herstal-Liège termine troisième du championnat.

#### Finale
| 14 mai 1997 | Sporting Neerpelt | 19-26             | Initia HC Hasselt | Neerpelt, Sportcentrum Dommelhof |
| 14 mai 1997 |                   | Joseph Delpire 11 |                   | Neerpelt, Sportcentrum Dommelhof |

| 17 mai 1997 20h00 | Initia HC Hasselt | 24-23 (ap)    | Sporting Neerpelt | Hasselt, Sporthal Alverberg Affluence : 2 000 |
| 17 mai 1997 20h00 | 5 Diethard Huygen | (9-11, 21-21) | Philip Lenders 6  | Hasselt, Sporthal Alverberg Affluence : 2 000 |
| 17 mai 1997 20h00 | Prol. : 3-2       |               |                   | Hasselt, Sporthal Alverberg Affluence : 2 000 |

Vainqueur 2 à 0, l'Initia HC Hasselt remporte son huitième sacre de champion de Belgique.

### Champion
| Champion de Belgique 1996-1997 Initia Handbal Club Hasselt 8e titre |

## Bilan

### Classement final
| Rang | Équipe                |
| ---- | --------------------- |
| 1er  | Initia HC Hasselt (T) |
| 2e   | Sporting Neerpelt (C) |
| 3e   | HC Herstal-Liège      |
| 4e   | Union beynoise        |
| 5e   | Olse Merksem HC       |
| 6e   | HK Tongeren           |
| 7e   | KTSV Eupen 1889       |
| 8e   | Ajax Lebbeke          |
| 9e   | HC Eynatten           |
| 10e  | KV Sasja HC Hoboken   |
| 11e  | HC Kiewit             |
| 12e  | HC DB Gent            |

|                 | Champion de Belgique et qualifiés pour la Ligue des champions |
|                 | Qualifiés pour la Coupe EHF                                   |
|                 | Qualification pour la Coupe des coupes                        |
|                 | Qualification pour la Coupe des Villes                        |
|                 | Relégués en division 2                                        |
| (T)             | Tenant du titre                                               |
| (C)             | Vainqueur de la Coupe de Belgique                             |
| en augmentation | Promu de début de saison en Division 1                        |

### Parcours en coupes d'Europe
| Club              | Compétition         | Tour d'entrée       | Résultat                       | Dernier adversaire |
| Initia HC Hasselt | Ligue des champions | 2e tour             | éliminé au 2e tour             | PSG-Asnières       |
| HC Herstal-Liège  | Coupe des coupes    | Seizièmes de finale | Huitième de finale             | KA Akureyri        |
| Union beynoise    | Coupe EHF           | Seizièmes de finale | Seizièmes de finale            | BM Granollers      |
| Sporting Neerpelt | Coupe des Villes    | Seizièmes de finale | éliminé en Seizièmes de finale | ASKİ SK            |

### Bilan de la saison
| Tableau d'honneur de la saison 1996-1997 |                                        |                     |
| Compétition                              | Vainqueur                              | Commentaire         |
| Championnat de Belgique                  | Initia HC Hasselt                      | 8e titre            |
| Coupe de Belgique                        | Sporting Neerpelt                      | 6e victoire         |
| Qualifications européennes               |                                        |                     |
| Compétition                              | Qualifiés                              | Qualifiés           |
| Ligue des champions                      | Initia HC Hasselt                      | Deuxième tour       |
| Coupe des coupes                         | Sporting Neerpelt                      | Seizièmes de finale |
| Coupe EHF                                | Union beynoise                         | Seizièmes de finale |
| Coupe des villes                         | HC Herstal-Liège                       | Premier tour        |
| Promotions et relégations                |                                        |                     |
| Promu en Division 1 (D1)                 | HK Waasmunster JS Athénée de Montegnée | 1er 2e              |
| Relégation en Division 2 (D2)            | HC Kiewit HC DB Gent                   | 11e 12e             |